# Purbach am Neusiedler See
Purbach am Neusiedler See (maďarsky Feketeváros, chorvatsky Porpuh) je město v Rakousku ve spolkové zemi Burgenland, spadající pod okres Eisenstadt-okolí. Nachází se asi 53 km jihozápadně od Vídně. V roce 2018 zde žilo 2 901 obyvatel. Město se nachází nedaleko Neziderského jezera.
Městem prochází silnice B50. Sousedními městy jsou Neusiedl am See, Rust, Eisenstadt a Mannersdorf am Leithagebirge.